# NGC 7267
NGC 7267 (другие обозначения — PGC 68780, ESO 405-18, MCG -6-49-3, IRAS22214-3356) — спиральная галактика с перемычкой (SBa) в созвездии Южная Рыба.
Этот объект входит в число перечисленных в оригинальной редакции «Нового общего каталога».